# Deutoleon
Deutoleon är ett släkte av insekter. Deutoleon ingår i familjen myrlejonsländor.
Kladogram enligt Catalogue of Life:
| Deutoleon | \| \| Deutoleon lineatus \| \| \| \| \| \| Deutoleon turanicus \| \| \| \| |
|           | \| \| Deutoleon lineatus \| \| \| \| \| \| Deutoleon turanicus \| \| \| \| |
|           | Deutoleon lineatus                                                         |
|           |                                                                            |
|           | Deutoleon turanicus                                                        |
|           |                                                                            |